# オピニオンリーダー
オピニオンリーダー（英: opinion leader）とは、集団の意思決定（流行、買物、選挙など）に関して、大きな影響を及ぼす人物。世論形成者、もしくは世論先導者とも呼ばれる。一方、影響を受ける相手はフォロワーと言える。あるいはKOL（キーオピニオンリーダー）とも。ライブ配信などで商品を売ることなどを指す。
オピニオンリーダーはコミュニケーションの2段階の流れモデル（情報の二段階到達理論）において重要な役割を果たす。社会的ネットワークにおけるオピニオンリーダーはネットワーカー（ネットワーク人間）とも呼ばれていた（#オピニオンリーダー研究会による調査）。

## 概要
広義には、特定の分野、地域社会、あるいは社会全体において、それが当面する重要な問題を喚起し、人々の意見形成に影響を与え、世論を動かす人物（著名な評論家や専門家など）をいう。大抵の場合、マスメディアやSNSなどに論客として露出し、一般的な支持を集めている。
狭義には、社会学用語として、地域社会あるいは集団において、社会的地位や階層の点でフォロアーと同質的な存在であるにもかかわらず、それらの集団の意見や行動、判断に関して、影響力を持つ人をいう。一般的にはそのコミュニティーにおいて頼られている人がオピニオンリーダーの役割を果たす。これらのリーダーが媒介となってそのコミュニティーに新しい情報が浸透していく。
政治勢力がオピニオンリーダーを作り出したり既存のオピニオンリーダーを利用したりして、自分たちの主張を有権者に浸透させることが行われている。
スポーツメーカー等が、成績の良いプロやアマチュア、ジュニアに対して格安又は無料で用具やウェアを提供し広告塔とする事もある。
川原泉の『美貌の果実』では登場人物にオピニオンリーダーを威張りンぼと訳させている。

## 日本におけるオピニオンリーダー
戦中のアメリカで登場した情報の二段階到達理論は戦後の日本でも注目されたが、当初のオピニオンリーダーは上流階級、富裕層、インテリなどが該当するとされていた。
1960年代には民放五社調査研究会が職場における流行現象の調査を行ったが、流行の分野によって流行の発端となる人物（イニシエータ、発端者）と流行の影響元となる人物（インフルエンサー、影響者）の異なるケースがあり、それらオピニオンリーダーのどちらもが流行の分野によって特定の人物となる傾向にあったとされる。また流行の発端者は誰か分かりやすいものの、流行の影響元となるインフルエンサーは誰か分かりにくい傾向にあったとされる。
その後、1970年代後半には社会的ネットワークが海外で注目されるようになったが、日本でネットワーク論が注目されるのは1980年代中盤になってからのことであったとされる。

### オピニオンリーダー研究会による調査
1992年、日経広告研究所が創立25周年記念としてオピニオンリーダー研究会を開設し、その研究会はコミュニケーションネットワーク力の強い人（ネットワーカーと呼称）の調査を行い始める。
同1992年には同研究会により小規模調査が行われたが、同調査でのネットワーカーは従来のオピニオンリーダー像であったアーリーアダプター（早期採用者）ではなく、ビールの話題を出しておすすめ銘柄を人に勧める人が多いという結果となった。また同調査でのネットワーカーは全体よりも季節限定ビールや当時の新製品であるカルピスウォーター、口臭消臭剤の利用率が高かったほか、テレビの接触時間が短く新聞や雑誌の接触時間が長いと回答する傾向にあったとされる。
翌1993年には同研究会により大規模な「情報と生活スタイルに関する調査」が行われたが、この調査でもネットワーカーはそれ以外よりもテレビの接触時間が短く新聞や雑誌の接触時間が長いと答える傾向にあった。またネットワーカーはそれ以外よりも他人に同調しないと回答する傾向にある一方で、同窓会には出席すると回答する傾向にあったとされる。
また同グループ会社の日経流通新聞（現日経MJ）では1970年代後半の消費者調査において流行の予測ができるとする高感度人間を発見しており、1993年にはオピニオンリーダー研究会により広告に関する「ネットワーカー力」と「高感度力」の同時調査が行われた。しかしながら「ネットワーク人間」は広告に対して「吟味・選択」よりも「出会う機会」に役立つことを期待する傾向にある一方、「高感度人間」はその逆であり、正反対の結果となったとされる。